# Визит Михаила Горбачёва в Великобританию в 1984 году
15-21 декабря 1984 года по приглашению британской группы Межпарламентского союза состоялся официальный визит в Великобританию делегации Верховного Совета СССР во главе с членом Политбюро Михаилом Горбачёвым. Помимо будущего Генерального секретаря и его жены Раисы Горбачёвой, в поездке участвовали депутаты Верховного Совета Александр Яковлев, Леонид Замятин, Евгений Велихов и ряд других персон.
Поездка проходила в период жёсткой политической борьбы между Горбачёвым и Григорием Романовым за место «наследника» больного Константина Черненко, а также тяжелого внешнеполитического кризиса в отношениях СССР и стран НАТО. По оценке британских дипломатов, визит давал возможность познакомить Горбачёва с тем, «как работает западная демократия и чего может достичь свободная рыночная экономика» и продемонстрировать готовность Запада вести переговоры по разоружению, советская же сторона рассматривала британского премьера Маргарет Тэтчер как надёжного посредника в налаживании контакта с президентом США Рональдом Рейганом и обсуждения вопроса Стратегической оборонной инициативы.
Горбачёв, ставший спустя три месяца руководителем Советского государства, вспоминал, что именно в декабре 1984 года он сформулировал принципы «нового мышления», а Тэтчер после встречи с Горбачёвым в интервью «Би-Би-Си» произнесла ставшей знаменитой фразу: «Мне нравится господин Горбачёв. С ним можно иметь дело». В 2014 году, по истечении 30-летнего срока давности, Национальный архив Великобритании рассекретил корпус документов, касающийся визита советской делегации и подготовки к нему. Ряд государственных деятелей и политических комментаторов окрестили поездку Горбачёва в Великобританию и знакомство с Тэтчер «смотринами».

## Подготовка к визиту

### Семинар в Чекерс

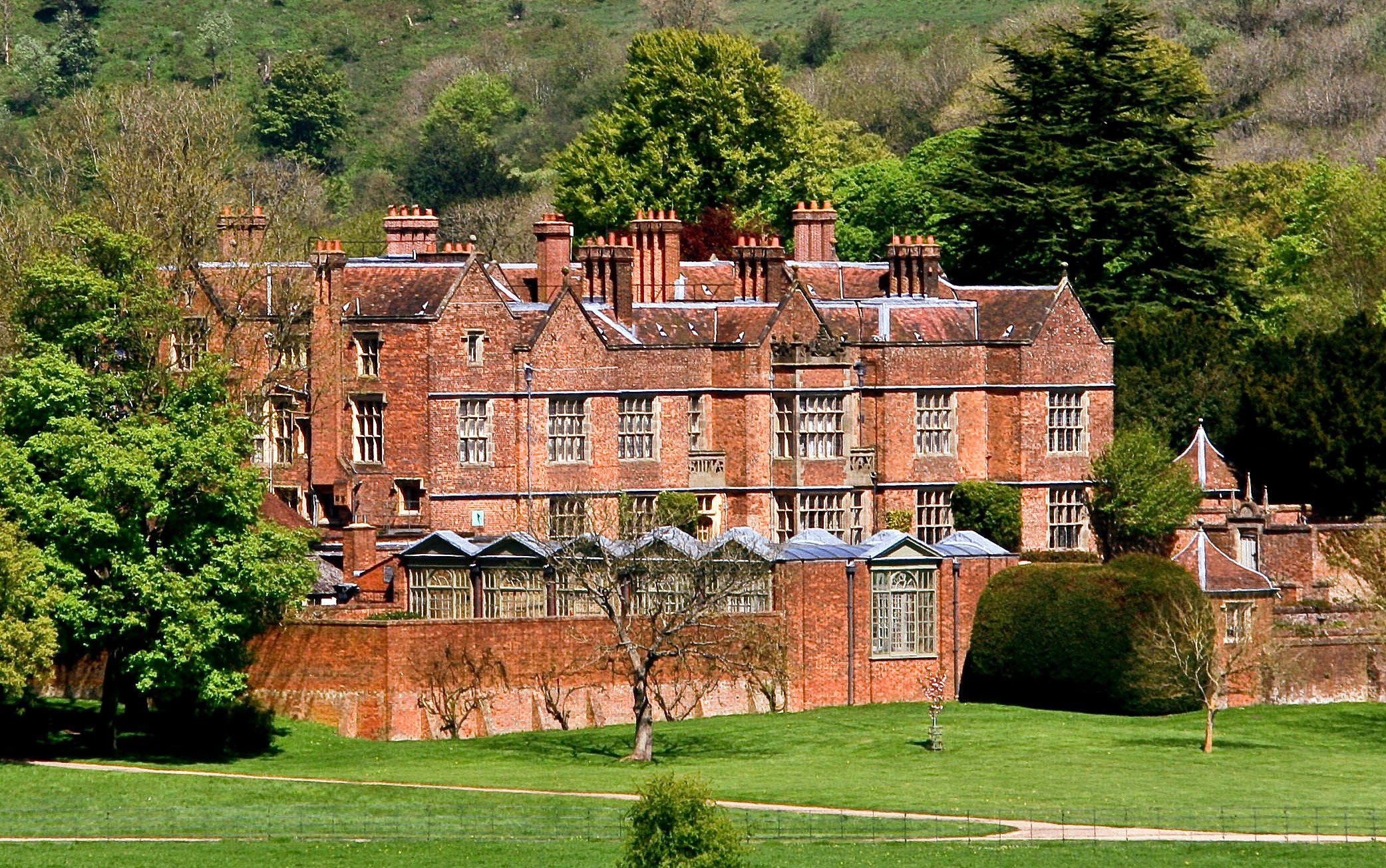
Резиденция Чекерс в 2018 году

Маргарет Тэтчер после победы в Фолклендской войне в 1982 году решает уделить большее внимание внешней политике Великобритании. Известная своим открытым антикоммунизмом, она начинает искать контакты с высшим руководством Советского Союза, чтобы «лучше ознакомиться с советской системой и в перспективе использовать это знание во благо Британии и Запада». 8-9 сентября 1983 года в загородной резиденции премьер-министра в Чекерс состоялся семинар, на котором собралась группа сотрудников Министерства иностранных дел и ряд советологов. Во время двухдневной конференции Тэтчер встретилась с двумя группами докладчиков: непосредственно с дипломатами, а также специалистами по изучению Советского Союза, причём Тэтчер прохладно отнеслась к необходимости вести диалог с работниками МИДа. Так, когда сотрудники Форин офиса составили свой список докладчиков для конференции, она написала поверх него: «Мне неинтересно проводить собрания со всеми мелкими министерскими сошками… которые когда-либо занимались данными вопросами… Мне нужны еще и люди, которые по-настоящему изучали Россию — русский склад ума, — и кому лично довелось там пожить. А больше половины людей из этого списка разбираются в теме меньше, чем я».
Среди спикеров на встрече присутствовал политолог и специалист по России из Оксфорда Арчи Браун, который ещё в 1980 году назвал введение молодого Горбачёва в Политбюро событием «экстраординарной потенциальной значимости». Браун лично знал проживающего в Вене университетского друга Горбачёва Зденека Млынаржа, который в личной беседе описывал Михаила Сергеевича как «интеллигентного антисталиниста». Оксфордский профессор выразил мнение, что Горбачёв не только наиболее образованный из представителей советского руководства, но и что он может реально претендовать на власть в стране. Тэтчер спросила у присутствовавшего  министра иностранных дел Джеффри Хау: «Может быть, нам пригласить мистера Горбачева в Британию?». Среди прочего, Браун готовил с британской стороны визит Михаил Сергеевича в Великобританию, а позже вспоминал, что правительство никогда доселе не интересовалось так подробно его научными занятиями. Также в числе возможных гостей участники семинара рассматривали Юрия Андропова и Григория Романова.
Советник премьер-министра по внешней политике Перси Крэдок вспоминал, что семинар, в конце концов, привёл к первой встрече Тэтчер и Горбачёва в 1984 году, «положив начало более открытому подходу к Восточной Европе». По твёрдому настоянию Тэтчер было принято решение не рекламировать возросшую дипломатическую активность Великобритании с Советским Союзом и странами Восточной Европы, а личный секретарь премьер-министра написал в меморандуме дипломату Брайану Фоллу: «Не должно быть никаких публичных извещений об изменении нашей политики». В ноябре 1983 года, когда начинают циркулировать слухи о возможном «потеплении» в отношениях двух стран, британский бизнесмен Роберт Максвелл в беседе с послом СССР в Лондоне Виктором Поповым заявляет, что Тэтчер готова сыграть роль в изменениях между Западом и Востоком.
Британский премьер писала в своих мемуарах, что намеревалась «отыскать самого подходящего человека в подрастающем поколении советских лидеров и затем вырастить его и поддержать». Глава Форин-офиса Джеффри Хау описал действия Тэтчер как «целенаправленную кампанию по проникновению внутрь [советской] системы».

### Похороны Андропова
2 февраля 1984 года Маргарет Тэтчер отправляется в Венгрию, что становится её первой поездкой в государство Варшавского пакта в должности премьер-министра (не считая краткую остановку в московском аэропорту в 1979 году). Выбор именно этой страны был обоснован тем, что Венгрия из всех режимов Восточной Европы была наиболее терпима к рыночным элементам в своей экономике, а лидер страны Янош Кадар мог быть неофициальным каналом связи с Юрием Андроповым. 9 февраля к президенту США Рональду Рейгану на стол ложится послание от Тэтчер, в котором она передала слова Кадара о заинтересованности в переменах, хотя он дал понять, что экономические реформы имеют свои границы. В тот же день умирает советский лидер Андропов, и премьер-министр решает воспользоваться этим как предлогом для визита в СССР: «Похороны — это Божий дар», заявляет она. Перед отбытием в Москву Тэтчер срочно запросила книгу Константина Черненко «Статьи и речи», незадолго до этого изданную в Англии издательством Пергамон-Пресс, принадлежащему Роберту Максвеллу. 14 февраля, в день похорон, Тэтчер имеет получасовую беседу с Черненко и Громыко, в ходе которой Константин Устинович сказал ей: «Давайте дружить по всем линиям. У нас есть много резервов, контактов, возможностей для настоящих отношений дружбы между нашими народами, между правительствами». Премьер-министр не была впечатлена разговором, а в самолёте по дороге обратно воскликнула: «Ради всего святого, попробуйте найти мне молодого русского».
Ряд источников утверждает, что на похоронах произошла встреча Горбачёва и Тэтчер. Английский журналист и исследователь Чарльз Мур отвергает это, используя в качестве доказательства свидетельства Арчи Брауна и ряда британских официальных лиц.

### Выбор Горбачёва
2 февраля, в тот же день когда английский премьер улетела в Венгрию, британские парламентёры отправили советским коллегам приглашение в свою страну, а сам документ был специально составлен так, чтобы не упоминать конкретных возможных гостей. Изначально чиновники склонялись к трём вариантам кого пригласить: градоначальника Ленинграда Григория Романова, сподвижника Черненко Виктора Гришина и самого Горбачёва. Довольно быстро они остановились на последней кандидатуре, причём глава советского отдела МИДа Найджел Блумфилд потом вспоминал, что когда он и команда дипломатов делала этот выбор, они не знали о прошлогодних попытках Арчи Брауна привлечь внимание к личности Горбачёва на семинаре в Чекерс.
В апреле 1984 года Горбачёв становится председателем комиссии по иностранным делам Совета Союза Верховного Совета, что даёт повод оформить его визит в Лондон как «парламентский». В середине июня британская сторона отправляет ему в Москву приглашение, в котором говорилось, что Горбачёв встретится с членами парламента и высокопоставленными политиками, но долгое время послание не получает ответа. Посол Великобритании в Москве Иэн Сазерленд проинформировал, что если Михаил Сергеевич приедет, то его примут на высшем дипломатическом уровне, а с главой делегации встретится премьер-министр. По мнению историка Александра Шубина, поставив такие условия, «британцы тонко вмешались в соотношение сил в Кремле». В том же месяце СССР посещает министр иностранных дел Джеффри Хау, который безуспешно пытался встретиться с Горбачёвым. Перед визитом в Москву он предложил пригласить в Лондон самого Константина Черненко, однако его подчинённый Чарлз Пауэлл не поддержал эту затею, мотивировав это тем, что встреча с более молодым Горбачёвым или Гейдаром Алиевым больше пойдёт во благо. Помимо всего, советскому послу Виктору Попову заявляли, что прорабатывается возможная встреча гостей с королевой Елизаветой II, которая в итоге не состоялась.
12 октября 1984 происходит организованный ИРА взрыв в отеле «Гранд-Брайтон», в ходе которого Маргарет Тэтчер и её мужу Денису удается избежать гибели. Через 4 дня премьер получает записку от Чарлза Пауэлла, в которой он проинформировал её о согласии Горбачёва приехать в Англию в декабре.
В ноябре 1984 года в Москву приехал управляющий Банком Англии Ли Памбертон. Незадолго до отбытия в СССР он посетил советское посольство в Лондоне и сказал, что правительство Великобритании стремится к налаживанию делового сотрудничества с Советским Союзом. 4 декабря Горбачёв встретился с британским послом Иэном Сазерлендом и заявил, что ждёт  «откровенных политических дискуссий с премьер-министром без каких-либо дипломатических формальностей», добавив, что с интересом изучает английскую историю и правовую систему.
За день до прибытия главы делегации в Лондон Маргарет Тэтчер и Джеффри Хау провели неофициальный семинар на Даунинг-стрит 10, на котором присутствовали специалисты по советской экономике и политической системе Арчи Браун, Майкл Казер, Алек Ноув и Лоуренс Фридман, причём первые трое участвовали на совещании в Чекерс годом ранее.

## Состав делегации
В общей сложности спецбортом «Ил» из Москвы в Лондон вылетело 30 человек: депутаты Верховного Совета, представители МИДа, ЦК и охраны
- Михаил Горбачёв (депутат Верховного Совета) — член Политбюро, Секретарь ЦК, председатель комиссии по иностранным делам Совета Союза Верховного Совета СССР
- Раиса Горбачёва — жена Михаила Горбачёва
- Александр Яковлев (депутат Верховного Совета) — член Комиссии по иностранным дедам Совета Национальностей, директор ИМЭМО, бывший посол в Канаде
- Леонид Замятин (депутат Верховного Совета) — секретарь Комиссии по иностранным делам Совета Национальностей, заведующий отделом ЦК КПСС, будущий посол в Лондоне
- Евгений Велихов (депутат Верховного Совета) — председатель Комиссии по энергетике Совета Национальностей, вице-президент Академии наук СССР
- Егор Исаев (депутат Верховного Совета) — член Комиссии законодательных предположений Совета Национальностей, секретарь правления Союза писателей СССР
- Николай Комаров (депутат Верховного Совета) — член Комиссии по товарам народного потребления и услугам населению Совета Национальностей, первый заместитель министра внешней торговли
- Валентина Паршина (депутат Верховного Совета) — член Комиссии по жилищно-коммунальному и городскому хозяйству Совета Союза, бригадир овощеводов специализированного производственного объединения совхозов «Детско-сельское» Ленинградской области
- Иван Стрельченко (депутат Верховного Совета) — член Комиссии по делам молодежи Совета Союза, начальник участка шахты «Трудовская» производственного объединения «Донецк-уголь»
- Анатолий Ковалёв  — заместитель главы МИД
- Николай Червов  — начальник управления Генштаба

## Ход визита

### 15 декабря
В субботу 15 декабря в VIP-зоне аэропорта Хитроу приземлился правительственный борт с Горбачёвым и советской делегацией. С британской стороны гостей встречали члены парламента Питер Темпл-Моррис, Бернард Везерилл и Энтони Кершоу. Выйдя из самолёта Михаил Сергеевич провёл небольшую пресс-конференцию, в которой заявил о готовности советской стороны участвовать в переговорах о сокращении всех видов вооружений. Затем он отправился в советское посольство, а другие члены делегации разместились в расположенном неподалёку отеле «Royal Garden». В тот же вечер в отеле «Кларидж» состоялся приветственный ужин в честь Горбачёва и делегации — всего около 50 человек, включая членов британского парламента.

### 16 декабря
На следующий день Михаил и Раиса Горбачёвы, Александр Яковлев, Леонид Замятин, а также сотрудники советского посольства Виктор Попов и Николай Успенский, прибыли в резиденцию премьер-министра в Чекерс. Чтобы взять свою супругу за границу, Горбачёву пришлось просить разрешение у Константина Черненко. Первоначально Раиса Максимовна не должна была ехать на обед в загородную усадьбу, но когда муж Тэтчер намекнул, что тоже хочет там присутствовать, жену Михаила Сергеевича включили в список гостей. По принятой в ту пору традиции, гостей премьер-министра принимали на Даунинг-стрит, 10, в то время как в Чекерс приглашали только самых важных визитёров. Задача принимающей стороны заключалась в том, чтобы обеспечить наибольшую свободу обсуждения политических вопросов.
По воспоминаниям личного секретаря премьер-министра Чарлза Пауэлла, в 12:25 Горбачёв вошёл в зал усадьбы «с широкой улыбкой на лице» и «как будто вприпрыжку». После коктейля гости присоединились к обеду, причём Горбачёв и Тэтчер стали так оживлённо разговаривать, что едва прикоснулись к еде. По словам пресс-секретаря Тэтчер Бернарда Ингэма, одной из первых реплик, которую произнесла премьер советским гостям, была «Я ненавижу коммунизм», хотя стенограмма встречи и воспоминания участников не подтверждают этого. Английский переводчик Тони Бишоп вспоминал, что премьер-министр стала расспрашивать гостя о недостатках советской экономической системы, которая не даёт людям свободы конкуренции. Горбачёв ответил, что если бы Тэтчер приехала в Советский Союз, она бы увидела, что советские граждане вполне довольны своей страной.
- Маргарет Тэтчер — премьер-министр
- Деннис Тэтчер — супруг премьер-министра
- Уильям Уайтлоу — министр внутренних дел
- Джеффри Хау — министр иностранных дел
- Майкл Хезелтайн — министр обороны
- Малькольм Рифкинд — сотрудник Форин офиса
- Пол Ченнон[англ.] — депутат парламента
- Майкл Джоплинг[англ.] — министр сельского хозяйства

Затем Тэтчер подняла вопрос о судьбе советских диссидентов Андрея Сахарова и Натана Щаранского, а также евреев-отказников, на что Горбачёв парировал, что они не закончили обсуждать различие двух экономических систем. Премьер оценила это как намёк на продолжающуюся несколько месяцев забастовку британских шахтёров, которая, по её словам, привела к насилию со стороны протестующих и даже убийству таксиста. Она продолжила критиковать левое движение, которое воспринимает насилие как легитимный метод политической борьбы, а также обвинила британских коммунистов в попытке захватить Лейбористскую партию и профсоюзы. Затем она сказала, что Национальный союз шахтёров, организующий стачки и демонстрации, получал иностранное финансирование. Горбачёв отверг обвинение в помощи забастовщикам: «Советский Союз не перечислял никаких средств Национальному союзу шахтёров», а после косого взгляда присутствовавшего Леонида Замятина добавил: «насколько мне известно». После этого будущий генсек начал отражать атаки Тэтчер: «Премьер-министр должен винить в сложившейся ситуации Великобританию, а не иностранных коммунистов. «Капитал» был написан в Лондоне». Она ответила, что в свободном обществе возможно написать и опубликовать подобную работу, а Горбачёв продолжил, что II съезд РСДРП также проходил в Лондоне. Тогда Тэтчер спросила его, когда можно будет провести съезд британской партии в Москве, добавив, что Ленин, не сумев победить на честных выборах, обратился к насилию. Михаил Сергеевич попросил её «иметь дело с реальностью», сказав, что даже антикоммунист Черчилль объединил усилия с Советским Союзом во время войны с нацизмом.
В конце концов обсуждение стало настолько недружелюбным, что Тэтчер и Горбачёв отвернулись друг от друга. Он вспоминал, что «поймал взгляд Раисы через стол, и ее губы шевельнулись, чтобы сказать „Все кончено!“, и на мгновение я подумал, не уйти ли нам». Неожиданно премьер уяснила, что неприятная часть их разговора закончена, а переводчик Тони Бишоп оценил это так, что Тэтчер дала понять Горбачёву, что он «прошел первое прослушивание». Обед закончился тостом Михаила Сергеевича, в котором он похвалил домашнюю обстановку стола.
Затем Горбачёв и Тэтчер отправились в главную гостиную, а Раиса Максимовна и Денис Тэтчер поднялись в библиотеку на верхнем этаже. Сопровождавший их член парламента Малькольм Рифкинд вспоминал, что Горбачёва упомянула Сомерсета Моэма, Грэма Грина и Чарльза Перси Сноу в качестве своих любимых английских писателей. Первоначально предполагалось, что беседа Горбачёва и Тэтчер будет проходить с глазу на глаз в присутствии переводчиков, однако потом было принято решение пригласить на неё Александра Яковлева, Леонида Замятина, Чарлза Пауэлла и Джеффри Хау. Во время обсуждения Горбачёв не стал пользоваться заготовленными материалами, лишь заглядывая в маленький блокнот. Также он процитировал знаменитое изречение лорда Пальмерстона о том, что у Британии нет постоянных врагов или союзников, но есть лишь постоянные интересы. Таким образом Михаил Сергеевич хотел дать понять, что Великобритания могла бы стать более дружелюбной к Советскому Союзу и менее близкой к США.
Когда речь зашла о гонке вооружений и готовящейся серии переговоров в Женеве, Горбачёв достал из кармана и развернул схему размером с газетный лист. Диаграмма поясняла разрушительную силу всего ядерного оружия на планете и была впервые опубликована 22 февраля 1984 в газете The New York Times в качестве рекламы, которую оплатил бизнесмен и антивоенный активист Гарольд Уилленс. Схема не впечатлила британского премьера, которая считала, что взаимное ядерное сдерживание гарантировало мир на протяжении десятилетий. Александр Яковлев вспоминал, будто бы Горбачёв продемонстрировал Тэтчер секретную карту советского Генштаба с указанием ядерных ударов по английским городам, подытожив: «Госпожа премьер-министр, со всем этим пора кончать, и как можно скорее». Этот фрагмент воспоминаний Яковлева в будущем послужил спекуляциям противников генсека, при этом ни Горбачёв, ни Тэтчер в своих мемуарах не упоминают секретных карт.
По воспоминаниям советского посла Виктора Попова, встреча длилась более 5 часов. Горбачёв должен был покинуть Чекерс в 16:30, но задержался до 17:50, из-за чего почти на два часа опоздал на приём в советское посольство. Провожая Горбачёва, Тэтчер надеялась, что «разговаривала со следующим советским лидером». Когда члены советской делегации уехали, кто-то из британской стороны охарактеризовал Горбачёва как человека, «с которым можно иметь дело»; на следующий день Тэтчер повторила эту фразу в интервью.
В тот же день Горбачёв с женой посетил Британский музей и читальный зал, где работал Карл Маркс. Когда ему показали стол, где была написана большая часть «Капитала», он пошутил, что «если людям не нравится марксизм, то они должны винить Британский музей». Во время перемещений по Лондону Горбачёв пользовался чёрным автомобилем «Rolls-Royce», украшенным советским флагом.

### 17-21 декабря
17 декабря состоялась трёхчасовая беседа Горбачёва и министра иностранных дел Джеффри Хау во дворце Хэмптон-корт. На следующий день гость произнёс речь в британском парламенте, в которой заявил о необходимости скорейшего разоружения.
Также в ходе визита Горбачёв посетил швейную мастерскую Gieves & Hawkes и заказал себе несколько костюмов; эта фирма известна тем, что шьёт военную форму для членов королевской семьи.
21 декабря, за день до запланированного окончания визита, когда гости улетели в Эдинбург, приходит новость о смерти министра обороны Дмитрия Устинова. Было принято решение, что пока самолёт будет готовиться к отлёту в аэропорту, Горбачёв ненадолго посетит дворец Холируд — одну из резиденций британских монархов в Шотландии. На подготовленный было обед в Эдинбургском замке вместо отсутствовавших советских гостей пригласили постояльцев дома престарелых.

## Роль Олега Гордиевского

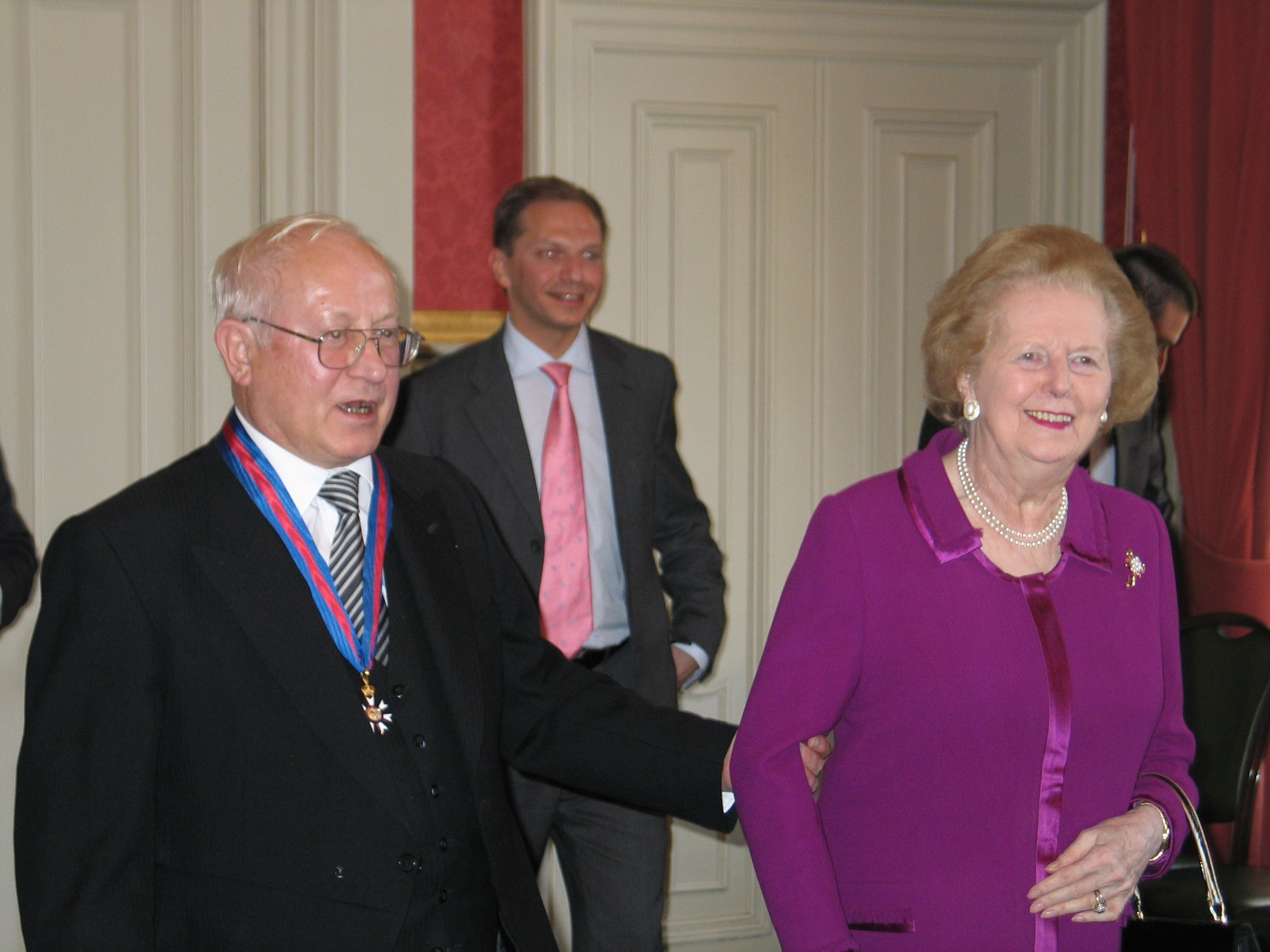
Гордиевский и Тэтчер в 2007 году

В ходе подготовки к визиту Горбачёва в Великобританию Тэтчер консультировалась с сотрудником лондонской резидентуры КГБ и двойным агентом Олегом Гордиевским. Британский премьер получала донесения через своего секретаря по иностранным делам Джона Коулза и Чарлза Пауэлла, отмечая «ценность политической информации», передаваемой Гордиевским. По словам двойного агента, «поскольку [Тэтчер] знала обо мне с самого раннего периода, она начала думать о них [русских] не как о роботах, а как о людях».
Во время, предшествующее поездке советской делегации в Великобританию, лондонская резидентура КГБ начинает получать от Центра информационные запросы для Горбачёва. После получения материалов, Центр направлял дополнительные вопросы, что свидетельствовало о том, что будущий советский лидер не был полностью удовлетворён точностью материалов. Среди прочего, резидентура получала запросы о международных отношениях Великобритании с США, Китаем и странами Восточной Европы, о вооружении и НАТО, а также о забастовке шахтёров, о источниках финансирования рабочего протеста и быте шахтёров. Гордиевский, который к тому моменту ещё не знал будущего советского лидера, приходит к выводу, что КГБ решает сделать на Михаила Сергеевича политическую ставку. Москва утомляла своего агента в Лондоне, заставляя ежедневно отправлять донесения. При этом, Гордиевский заранее предупреждал британских кураторов о том, какие именно сведения интересуют Москву, одновременно отправляя Центру доклады, полученные от официальных лиц королевства под видом своих материалов. Таким образом он стал, «каналом связи двух сторон в этот критический момент истории».
По мере приближения приезда Горбачёва в Лондон Гордиевский получил от Москвы запрос о том, какие возможные темы будут обсуждаться британцами с советской делегацией. У него не было представления об этом, поэтому он обратился к МИ-6 со словами: «Помогите!». Позже двойной агент вспоминал, что высокое качество его донесения вызвало подозрение у сотрудника советской контрразведки, который сказал, что доклад похож на внутренний документ министерства иностранных дел: «Я почувствовал, как у меня защемило сердце. Это [документ] был слишком хорош. Действительно, слишком хорош».
Гордиевский вспоминал, что когда Горбачёв прибыл с визитом в советское посольство в Лондоне, работники вышли его поприветствовать и сфотографироваться на память; тогда Гордиевский захотел спрятаться на общей фотографии за чьей-нибудь спиной, чтобы никого из его товарищей в будущем «не клеймили за то, что он красуется на фотографии рядом с предателем». Также, по словам двойного агента, Горбачёв при первой встрече произвёл на него неприятное впечатление, а многие его коллеги по резидентуре, не скрывая ксенофобии, описывали лицо будущего советского лидера как «основательно подпорченное тюркскими, или монголоидными, чертами».

## Восприятие

Раиса Горбачёва, Маргарет Тэтчер и Михаил Горбачёв в Москве, 1987 год. Фотография Юрия Абрамочкина

Перед вылетом Горбачёва из СССР британская газета The Times назвала его «золотым мальчиком советской политики», а издание The Observer выразило скромную надежду на скорые изменения, назвав свою статью «Кремлёвский апостол перемен».
Пресс-секретарь Горбачёва Андрей Грачёв назвал поездку своего шефа в Англию «генеральной репетицией его будущей дипломатической роли». Присутствовавший на встрече переводчик Тони Бишоп назвал переговоры Горбачёва и Тэтчер в Чекерс «платоническим флиртом». Издание Daily Mail назвала чету Горбачёвых «товарищами Гуччи», а Би-Би-Си охарактеризовала Горбачёва как «нового типа советского лидера, которому нравится быть замеченным на публике». Представитель Белого дома заявил: «Западные СМИ изголодались по новому, красивому русскому лицу». Репортёр американского издания Time писал, что некоторые в Вашингтоне были обеспокоены слишком позитивным образом будущего коммунистического лидера и его жены.
Вместе с тем, Раиса Горбачёва подверглась критике в британской бульварной прессе за то, что купила алмазные серьги стоимостью 1780 долларов при помощи «золотой» карточки American Express. Также обозреватели недоумевали из-за того, что супруга будущего советского лидера отказалась посетить могилу Карла Маркса, вместо этого осматривая коллекцию корон и драгоценностей в Лондонском Тауэре. По оценке же А. Грачева: "Современная и элегантная Раиса Горбачева произвела фурор: ее открыла для себя и подняла на щит английская пресса, с восторгом писавшая о ней не меньше, чем о будущем Генсеке".
Председатель британской группы Межпарламентского союза и депутат Парламента Питер Темпл-Моррис назвал встречу в Чекерс 16 декабря «началом конца Холодной войны».